# Dachau Bahnhof
Dachau Bahnhof ist eine Betriebsstelle der Bahnstrecke München–Treuchtlingen und der hier abzweigenden Bahnstrecke Dachau–Altomünster in der Stadt Dachau in Oberbayern. Er ist eine Station der S-Bahn München.

## Lage
Dachau Bahnhof liegt südöstlich der Innenstadt von Dachau. Das Bahnhofsgebäude befindet sich im Westen der Gleise und besitzt die Adresse Bahnhofplatz 1. Westlich des Bahnhofs verläuft die Frühlingstraße, die am Bahnhofplatz in die Bahnhofstraße übergeht. Im Osten der Gleise verläuft die Obere Moosschwaigestraße, an der ein Park-and-ride-Parkplatz existiert. Im Norden des Bahnhofs unterquert die Schleißheimer Straße die Gleisanlagen, im Süden werden die Gleise von der Augustenfelder Straße unterquert. Auf dem Bahnhofplatz befindet sich ein Busbahnhof.
Außerdem gibt es in Dachau noch den Haltepunkt Dachau Stadt an der Bahnstrecke Dachau–Altomünster.

## Geschichte

### 19. Jahrhundert

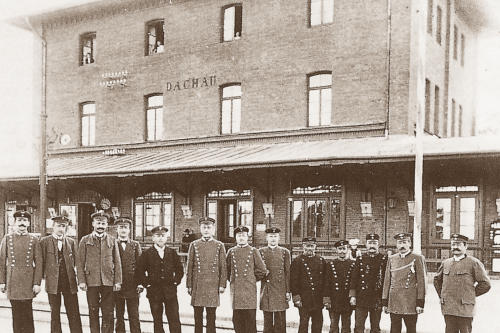
Empfangsgebäude 1868

Der Bahnhof Dachau wurde am 14. November 1867 zusammen mit der Bahnstrecke München–Ingolstadt eröffnet. Der Bahnhof wurde mit einer Drehscheibe, einem Kreuzungsgleis und einem zum Güterschuppen führenden Ladegleis ausgestattet. Weiterhin wurden ein Empfangsgebäude und eine Wasserstation errichtet. Am 12. April 1870 wurde die Bahnstrecke München–Ingolstadt als Altmühlbahn nach Treuchtlingen verlängert. 1884 wurden die Gleisanlagen erweitert und 1887 das Bahnhofsgebäude ausgebaut. 1891 wurde die Bahnstrecke München–Ingolstadt–Treuchtlingen zweigleisig ausgebaut, woraufhin das Empfangsgebäude 1895 nochmals erweitert wurde.

### 20. Jahrhundert
Am 8. Juli 1912 wurde die Dachauer Lokalbahn von Dachau nach Markt Indersdorf eröffnet. Diese Lokalbahn wurde am 18. Dezember 1913 nach Altomünster verlängert. Gleichzeitig wurde der Bahnhof Dachau in Dachau Bahnhof umbenannt, da an der Dachauer Lokalbahn der neue Haltepunkt Dachau Stadt entstand.
Bis etwa 1982 existierte ein Industriegleis, das vom Dachauer Bahnhof aus in nordöstlicher Richtung abzweigte und entlang der Friedensstraße über das damalige Isar-Amperwerks-Gelände zur Bereitschaftspolizei-Unterkunft verlief; heute befindet sich dort ein Radweg. Über dieses Gleis war bis zu dessen Befreiung 1945 das Konzentrationslager Dachau an das Schienennetz angebunden. Am 27. April 1945 endete hier der Todeszug aus Buchenwald.
1939 wurde auf dem Streckenabschnitt München–Dachau der elektrische Betrieb eröffnet. Die Elektrifizierung der weiterführenden Strecke nach Ingolstadt wurde durch den Ausbruch des Zweiten Weltkrieges verzögert und konnte erst 1960 vollendet werden. 1972 wurde der Dachauer Bahnhof für den S-Bahn-Betrieb umgebaut und erweitert, wobei zwei neue Bahnsteige erbaut wurden. Am 28. Mai 1972 wurde schließlich die S-Bahn München in Betrieb genommen und die Strecke Petershausen–Dachau–München fortan von der Linie S2 bedient. 1976 wurde der Stückguttransport und 1980 die Güterabfertigung eingestellt. 1995 wurde auch die Strecke Dachau–Altomünster als S-Bahnlinie A in das Netz der S-Bahn München integriert. Allerdings war die Strecke weiterhin nicht elektrifiziert, sodass Dieseltriebwagen eingesetzt wurden. 1998 wurden Bahnhof und Vorplatz erheblich umgebaut.

### Umbau für die Schnellfahrstrecke Nürnberg–Ingolstadt–München
Im Frühjahr 2000 begannen die Bauarbeiten für die Ausbaustrecke Ingolstadt–München als Teil der Schnellfahrstrecke Nürnberg–Ingolstadt–München. Dabei sollte die Strecke Petershausen–München für 200 km/h ausgebaut und die S-Bahn auf eigene Gleise verlegt werden. Am 21. April 2003 wurde der Ausbau des Abschnittes Petershausen–Dachau abgeschlossen, wobei auch das dritte Gleis, das von der S2 genutzt wird, eröffnet wurde. Am 11. Dezember 2005 wurde auch der Ausbau des Abschnittes Dachau–München-Obermenzing abgeschlossen und die zwei zusätzlichen Gleise für die S-Bahn eröffnet, wodurch auf der S-Bahn zwischen München und Dachau ein 10-Minuten-Takt ermöglicht wurde. Beim Ausbau der Bahnstrecke wurde der Dachauer Bahnhof grundlegend umgestaltet. Er erhielt neue Bahnsteige und wurde barrierefrei ausgebaut. Die bis dahin vorhandenen Anlagen für den Güterverkehr, unter anderem die damaligen Gleise 5, 6 und 7, die Ladegleise sowie die Dieseltankstelle und der Kleinfahrzeugschuppen sind hierbei ersatzlos entfallen.
Vom 28. April bis zum 13. Dezember 2014 wurde die Strecke von Dachau nach Altomünster elektrifiziert. Die bisherige S-Bahnlinie A wurde durch Flügelzüge der S2 ersetzt.

## Infrastruktur

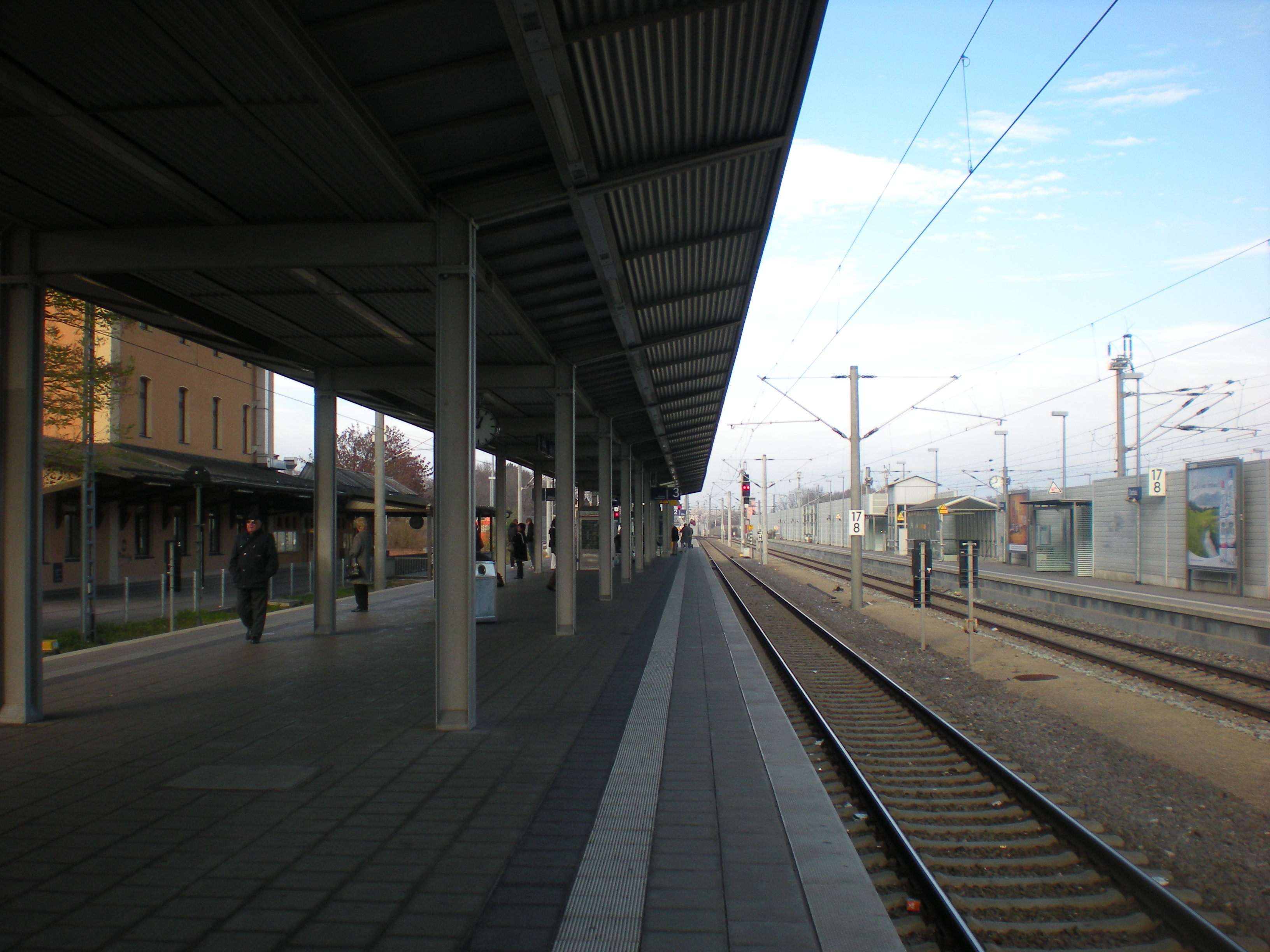
S-Bahnsteig

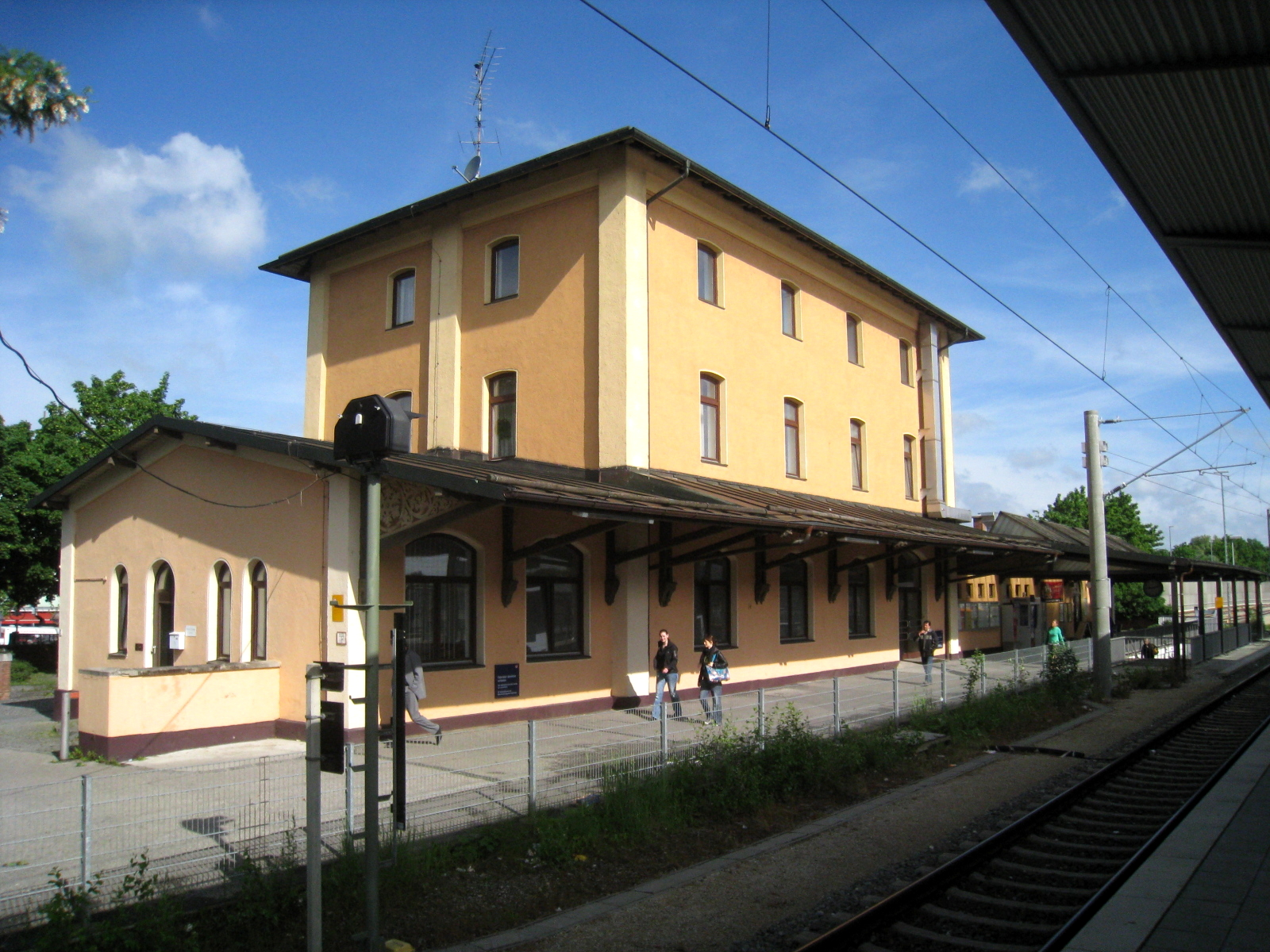
Gleisseite des Bahnhofsgebäudes

Der Dachauer Bahnhof besitzt fünf Bahnsteiggleise an drei Bahnsteigen, wobei sich die Gleise 1, 3 und das Stumpfgleis 2 am selben Mittelbahnsteig befinden. Gleis 1 wird von den S-Bahnen nach München bedient, Gleis 2 von den S-Bahnen nach Altomünster und Gleis 3 von den S-Bahnen in Richtung Petershausen. An Gleis 4, das sich an einem Seitenbahnsteig befindet, halten die Regionalzüge nach München und in der Hauptverkehrszeit einzelne S-Bahnen nach Altomünster und München. Die bahnsteiglosen Gleise 5 und 6 werden durch eine Lärmschutzwand von dem Seitenbahnsteig an Gleis 4 abgetrennt und von den durchfahrenden Zügen der Schnellfahrstrecke genutzt. Gleis 7 befindet sich ebenfalls an einem Seitenbahnsteig und wird von den Regionalzügen in Richtung Ingolstadt angefahren. Eine weitere Lärmschutzwand trennt diesen Seitenbahnsteig von der Oberen Moosschwaigestraße ab. Der S-Bahnsteig ist überdacht und verfügt über digitale Zugzielanzeiger, während an den beiden Seitenbahnsteigen keine Bahnsteigdächer und Zugzielanzeiger existieren. Die Bahnsteige sind über eine Unterführung mit dem Bahnhofsgebäude verbunden und barrierefrei mit Aufzügen ausgestattet. Der Bahnhof befindet sich im Gebiet des Münchner Verkehrs- und Tarifverbundes (MVV).
Die Signale und Weichen des Bahnhofs werden aus einem Spurplandrucktastenstellwerk gesteuert.
Im Empfangsgebäude befinden sich ein Reisezentrum und ein Schnellrestaurant.

### Bahnsteigdaten
- Gleis 1: Länge 360 m, Höhe 96 cm
- Gleis 3: Länge 240 m, Höhe 96 cm
- Gleis 4: Länge 276 m, Höhe 76 cm
- Gleis 7: Länge 360 m, Höhe 76 cm[3]

## Verkehr

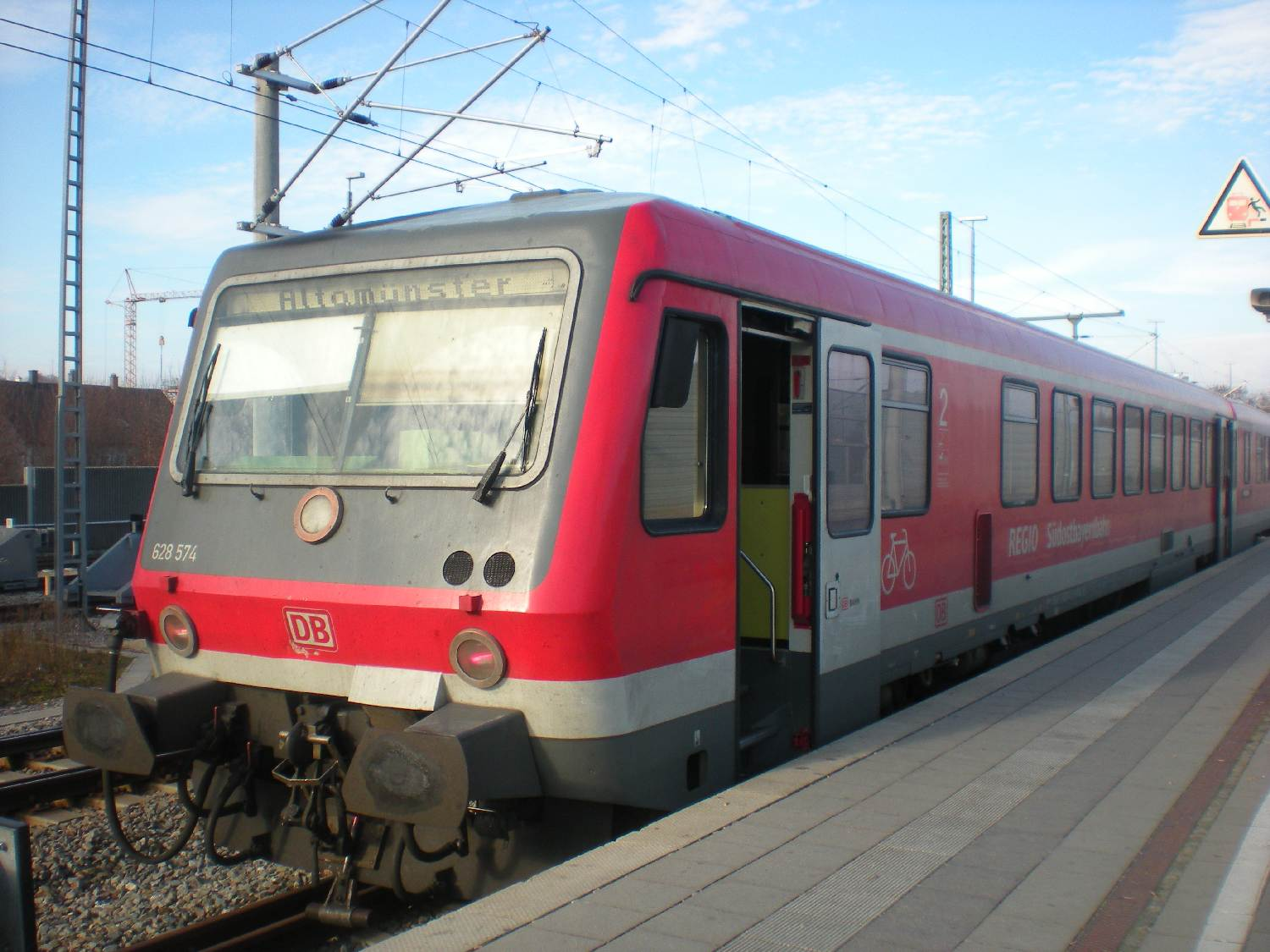
S-Bahnlinie A mit DB-Baureihe 628 nach Altomünster

### Schienenverkehr
Der Bahnhof wird im Stundentakt durch Regionalbahnen von München nach Treuchtlingen bedient, die im Zweistundentakt bis Nürnberg verlängert werden. Im Verkehr der S-Bahn München wird Dachau Bahnhof von der Linie S2 zwischen Petershausen sowie Altomünster und Erding bedient. Dabei fahren die aus Richtung München kommenden S-Bahnen ab Dachau zweimal in der Stunde weiter nach Petershausen, einmal stündlich nach Altomünster. In der Hauptverkehrszeit werden die S-Bahnen nach Petershausen und Altomünster in Dachau geflügelt. Des Weiteren wird in der Hauptverkehrszeit durch Verstärkerzüge zwischen Dachau und Altomünster ein Halbstundentakt hergestellt.
Vor der Elektrifizierung verkehrte zwischen Dachau und Altomünster bis zum 28. April 2014 die S-Bahn-Linie A mit Dieseltriebwagen im Stundentakt.
| Linie/ Zuggattung | Verlauf | Taktfrequenz                                |
| ----------------- | --- | ------------------------------------------- |
| RB 16             | München – Dachau – Ingolstadt – Eichstätt Bahnhof – Treuchtlingen (zweistündlich: – Nürnberg) | Stundentakt                                 |
| RB 16             | München – Dachau – Pfaffenhofen (Ilm) | einzelne Züge                               |
| S2                | Petershausen – Vierkirchen-Esterhofen – Röhrmoos – Hebertshausen – Dachau / Altomünster – Kleinberghofen – Erdweg – Arnbach – Markt Indersdorf – Niederroth – Schwabhausen – Bachern – Dachau Stadt – Dachau – Karlsfeld – Allach – Untermenzing – Obermenzing – Laim – Hirschgarten – Donnersbergerbrücke – Hackerbrücke – Hauptbahnhof – Karlsplatz (Stachus) – Marienplatz – Isartor – Rosenheimer Platz – Ostbahnhof – Leuchtenbergring – Berg am Laim – Riem – Feldkirchen – Heimstetten – Grub – Poing – Markt Schwaben – Ottenhofen – St. Koloman – Aufhausen – Altenerding – Erding | 20-Minuten-Takt, 10-Minuten-Takt in der HVZ |

### Busanbindung
Der Busbahnhof des Dachauer Bahnhofs besitzt 4 Bussteige. Er wird von den MVV-Buslinien im Dachauer Stadtverkehr (716, 717, 718, 719, 720, 722, 726 und 744) und Kreisverkehr (172, 291, 702 bis 706, 710, 721, 723, 725, 736 und 791) bedient.